# レジスタエックスワン
株式会社レジスタエックスワン（英: Regista X1 co. ltd.）は、株式会社エックスワンの完全子会社で、主にテレビ番組の企画を受け持つ制作プロダクションである。

## 沿革
- 2008年2月25日 - エックスワンの持株会社移行にともない、同社のテレビ番組企画制作部門を分社化して設立。

## 所属スタッフ
プロデューサー
- 長谷川豊（代表）
- 日置圭信（SUNFLAP X1）

演出・プロデューサー
- 橘庸介（常務兼制作統括）
- 玉谷章

ディレクター
- 尾崎義史（執行役員）
- 宮井豊（執行役員）
- 古田隆文（執行役員）
- 丹羽弘二（SUNFLAP X1）
- 滝村展宏
- 八友規周
- 佐野真紀
- 濵森基大
- 辻あゆみ
- 岡本和樹
- 西英太郎
- 岡田凌
- 月本純暉
- 佐伯梨奈
- 小早川竜哉
- 吉田光希

アシスタントディレクター
- 西田紋菜
- 安崎弘将
- 岡田優人
- 中島大旗
- 松本蒼大
- 清水仁義
- 大家永実菜
- 進藤咲和

## 主な制作番組
※：東京支社担当

### 現在

#### 関西ローカル
レギュラー
- 土曜はダメよ!（読売テレビ）
- お笑いワイドショー マルコポロリ!（関西テレビ）
- 朝生ワイド す・またん!（読売テレビ）
- 2時45分からはスローでイージーなルーティーンで（関西テレビ）

#### 全国ネット
特別番組
- 大改造!!劇的ビフォーアフター（朝日放送テレビ・テレビ朝日系列）
- ダイワハウススペシャル プロ野球No.1決定戦!バトルスタジアム（読売テレビ・日本テレビ系列、毎年1月放送）

#### その他
レギュラー
- チャント!（CBCテレビ）
- 東海地方のド定番 なぜそこまで愛される?太田×石井のデララバ]（CBCテレビ）

### 過去（エックスワン時代を含む）
放送を終了した番組だけでなく、他のプロダクションによる制作やテレビ局単独の制作となり、現在も放送されている番組も含む。

#### 関西ローカル
レギュラー
- テレビのツボ（毎日放送）
- たかじんONE MAN（毎日放送）
- 新・たかじんが来るぞ（毎日放送）
- 快傑えみちゃんねる（関西テレビ）
- 恋愛バラエティ ピンどん（関西テレビ）
- トミーズのはらぺこキッチン 極（関西テレビ）
- ジャイケルマクソン（毎日放送）
- ロケみつ〜ロケ×ロケ×ロケ〜（毎日放送）
- せのぶら!「せのぶら本舗」（朝日放送）※
- AKBと××!（読売テレビ）
- メッセンジャーの○○は大丈夫なのか?（MBSテレビ）
- 胸いっぱいサミット!（関西テレビ）

特別番組
- ABCヴィーナスバトル（朝日放送）※
- やしきたかじんプロデュース（テレビ大阪）
- REAL STREET（よみうりテレビ）

#### 全国ネット
レギュラー
- たかじん・ナオコのシャベタリーノ（毎日放送・TBS系列）
- 恋するハニカミ!（TBS）
- チャンネル☆ロック!（TBS）
- ランキンの楽園（毎日放送・TBS系列）
- 近未来×予測テレビ ジキル&ハイド（朝日放送・テレビ朝日系列）※
- チェック!ザ・No.1（毎日放送・TBS系列）
- シルシルミシル（テレビ朝日系列）※
- 週刊!健康カレンダー カラダのキモチ（CBC・TBS系列）※
- バンバンバン（毎日放送・TBS系列）
- 元気家族テレビ となりのマエストロ（毎日放送・TBS系列）※
- くらべるくらべらー（毎日放送・TBS系列）※
- 王様のブランチ（TBS系列）※ただし、MBSとCBCは非ネット。
- ひるおび!（TBS系列）※
- いっぷく!（TBS系列）
- 櫻井有吉アブナイ夜会（TBS系列）
- たけしの健康エンターテインメント!みんなの家庭の医学（朝日放送・テレビ朝日系列）
- スッキリ!!（日本テレビ系列）※
- サワコの朝（毎日放送・TBS系列）
- 上沼恵美子のおしゃべりクッキング（朝日放送テレビ・テレビ朝日系列）
- クッキングパパ（朝日放送・テレビ朝日系列） - 実写パート制作
- サタデープラス（毎日放送・TBS系列）

特別番組
- おばちゃん1000万円!!（毎日放送・TBS系列、2002年と2004年の正月に放送）
- 志村けんの南国美女探し（テレビ朝日）
- 上沼恵美子は見た!日常ワイド劇場（TBS）
- パンピーの法則（関西テレビ・フジテレビ系列）
- あの頃レストラン ナキメシ（毎日放送・TBS系列）※
- 1億3000万人のとっておき!!実は…大事典（テレビ朝日）
- 志村&所の戦うお正月（テレビ朝日・朝日放送テレビ系列、毎年1月1日放送）※

#### その他
- ノブナガ（CBCテレビ）
- 本能Z（CBCテレビ）
- メイプル超音楽（CBCテレビ）

## テレビ番組以外の仕事
- テイルズ オブ イノセンス（スペシャルサンクス）

## 関連人物
- やしきたかじん
- 上沼恵美子